# Indigofera taruffiana
Indigofera taruffiana är en ärtväxtart som beskrevs av Antonio Rocha da Torre. Indigofera taruffiana ingår i släktet indigosläktet, och familjen ärtväxter. Inga underarter finns listade i Catalogue of Life.